# Nedešćina
Nedešćina (en italien : Santa Domenica) est une localité de Croatie située en Istrie, dans la municipalité de Sveta Nedelja, dans le comitat d'Istrie. En 2001, la localité comptait 580 habitants.
Nedešćina est le centre administratif de la municipalité de Sveta Nedelja.

## Démographie
| 1948 | 1953 | 1961 | 1971 | 1981 | 1991 | 2001 |
| ---- | ---- | ---- | ---- | ---- | ---- | ---- |
| 558  | 573  | 563  | 570  | 578  | 569  | 580  |